# Aseraggodes heemstrai
Aseraggodes heemstrai är en fiskart som beskrevs av Randall och Gon 2006. Aseraggodes heemstrai ingår i släktet Aseraggodes och familjen tungefiskar. Inga underarter finns listade i Catalogue of Life.